# Cerochroa maculicollis
Cerochroa maculicollis es un coleóptero de la familia Chrysomelidae.
Fue descrita científicamente en 1864 por Baly.